# HMS Lance (G87)
Pour les autres navires du même nom, voir HMS Lance.
Le HMS Lance est un destroyer de classe L en service dans la Royal Navy pendant la Seconde Guerre mondiale.
Sa quille est posée le 1er mars 1939 au chantier naval Yarrow Shipbuilders de Scotstoun, à Glasgow (Écosse). Il est lancé le 28 novembre 1940 et mis en service le 13 mai 1941 sous le commandement du lieutenant commander Ralph William Frank Northcott.

## Historique
À sa mise en service, il est affecté à la 4e flottille de destroyers. Il rejoint ensuite Scapa Flow avec d’autres navires de la Home Fleet. Le 22 mai, il escorte le cuirassé King George V à la recherche du cuirassé allemand Bismarck. Rencontrant des problèmes de machines en mer, il est détaché avec la Home Fleet et fait route vers Scapa Flow. Il se joint de nouveau aux recherches le 26 mai, avant d'escorter le King George V au Royaume-Uni après le naufrage du Bismarck.
En juin, il est assigné au Western Approaches Command du 11e groupe d'escorte basé à Greenock. Le 22 juin, il escorte en compagnie du Legion le porte-avions Furious à travers l'océan Atlantique jusqu'à Gibraltar dans le cadre d'une opération de livraison d'aéronefs à Malte. Il continue à participer à l'opération en escortant le porte-avions Ark Royal et d'autres unités de la Mediterranean Fleet à Malte tout au long du mois. Le Lance revient à Greenock en juillet et reprend ses fonctions de défense d'escorte et de convoi.
En août, il escorte des convois dans les atterrages occidentaux avant de rentrer à Gibraltar à la fin du mois pour escorter des convois vers la Méditerranée. Le destroyer prend part aux convois de Malte tout en faisant partie des convois de l'opération Halberd. Lors de l'opération, les navires sont soumis à une attaque aérienne et sous-marine intense, mais parviennent à atteindre Malte. Après ce succès, le Lance revient à Gibraltar avec les autres navires de la flotte. Après une révision du 1er au 12 octobre, il rejoint la Force K chargée d'intercepter les convois de ravitaillement ennemis lors de son passage en Afrique du Nord. Le 8 novembre, le Lance appareille de Malte en compagnie du Lively et des croiseurs Aurora et Penelope pour intercepter un convoi de ravitaillement ennemi en Méditerranée centrale. Cet affrontement donne lieu à la bataille du convoi Duisburg.
Le 23 novembre, le Lance appareille de Malte avec le reste de la Force K à la suite de l'annonce d'un convoi ennemi transitant entre Tarente et Benghazi. Le 24 novembre, la force ennemie est détectée : elle est composée des ravitailleurs allemands Maritza et Procidas accompagnés de deux torpilleurs italiens. Les deux marchands sont incendiés et coulés. Après une brève période amarrée à Malte, le Lance reprend ses fonctions d'escorte de convoi. Le 17 décembre, il participe à la première bataille de Syrte, et deux jours plus tard, participe aux opérations de sauvetage de plusieurs navires de la Force K ayant heurtés un champ de mines italien. Les Kandahar et Neptune sont coulés et les Aurora et Penelope sont endommagés. Peu après, en compagnie du Havock, il escorte le croiseur Exeter vers Malte.
Il passe le mois de janvier 1942 à escorter des convois en Méditerranée avant d'être transféré dans la 22e flottille de destroyers le mois suivant. Le 13 février, il subit une attaque aérienne pendant qu'il escorte le convoi MW-9. Le navire marchand Clan Campbell est gravement endommagé puis escorté jusqu'à Tobrouk par deux destroyers. Le lendemain, le convoi essuie de lourdes pertes lors d'intenses bombardements. Le Lance navigue à ses côtés jusqu'au 15 février, date à laquelle il se rend à Malte avec les navires Penelope et Legion. Le 16 février, il est transféré dans un chantier naval pour y subir des réparations.
En mars, le Lance est amarré pour des réparations qui doivent durer un mois. Le 5 avril, lors d'un raid aérien, il est touché par une bombe larguée sur les quais. Le destroyer est sérieusement endommagé, notamment en tombant des blocs en partie submergés. Le 9 avril, il subit de nouveaux dégâts et ses réparations sont suspendus. Son épave est renflouée et remorquée vers le chantier naval de Chatham pour une étude complète visant à déterminer l'étendue des réparations nécessaires pour le remettre en service. Le bâtiment est jugé irréparable et est déclaré perte totale. Le Lance est placé sur la « Disposal List » en 1944 avant d'être vendu pour démolition à la société Thos W Ward (en). Il est remorqué vers le chantier de l'entreprise à Essex, qu'il en juin de la même année.